# Schloss Pitzelstätten
Das Schloss Pitzelstätten ist eine im 16. Jahrhundert zum Schloss umgebaute ehemalige Burganlage im Klagenfurter Stadtteil Wölfnitz. Pitzelstätten wurde im Jahr 1950 von der Republik Österreich erworben und wird seither als landwirtschaftliche Ausbildungsstätte genutzt. Heute ist das um mehrere Schulgebäude ergänzte Schloss Sitz der staatlichen Höheren Land- und Forstwirtschaftliche Schule (HLFS).

## Geschichte

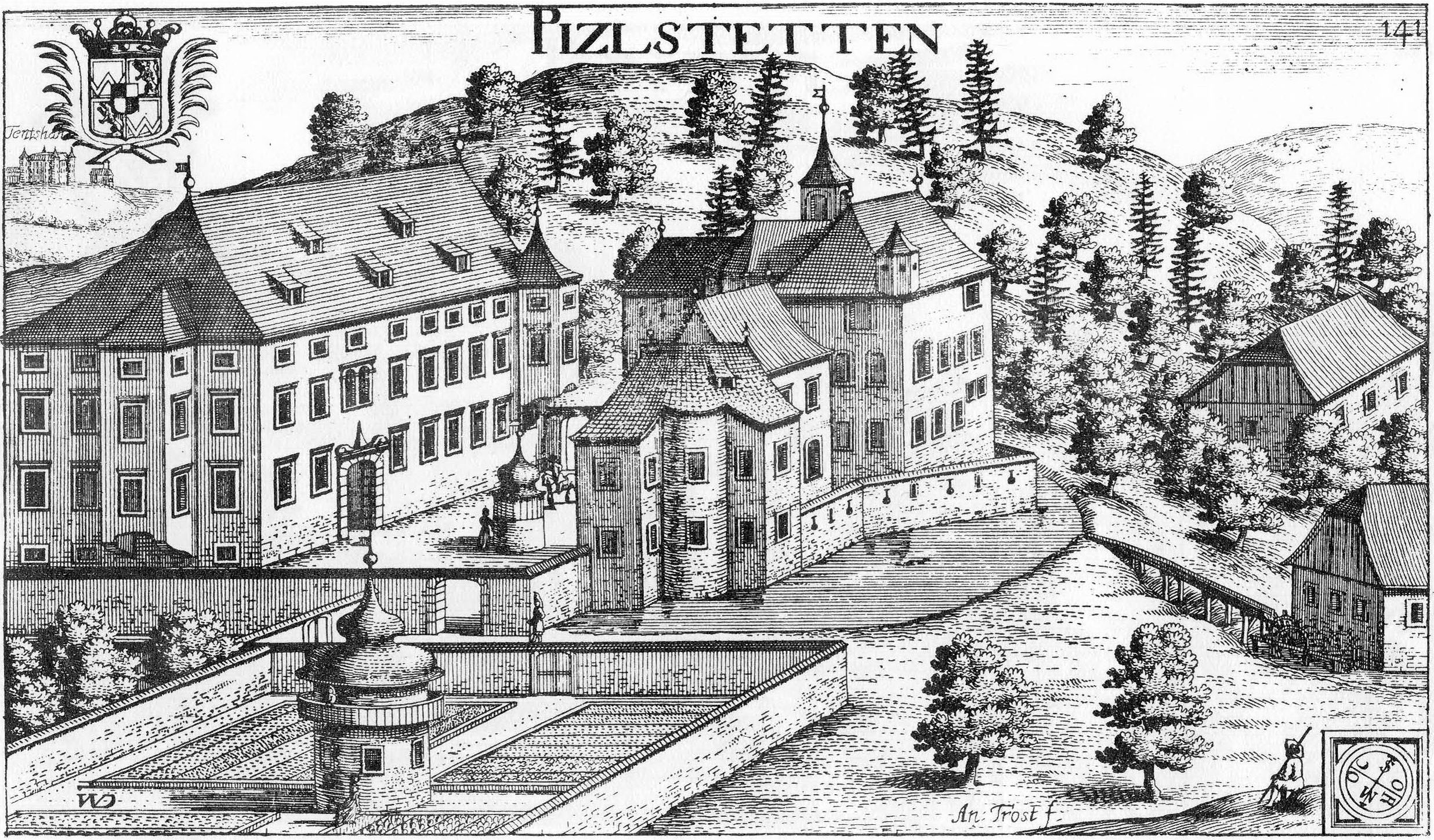
Pitzelstätten 1680, Darstellung von Valvasor

Pitzelstätten war ursprünglich eine Burg, deren Name wohl auf den Namen des Erbauers zurückgeht. Sie war nach ihrer Errichtung ein ritterliches Lehen des Kärntner Herzogs, worauf auch die älteste bekannte urkundliche Erwähnung aus dem Jahr 1311 hinweist, in der Heinrich von Kärnten seine Einkünfte von Petzelsteten an einen Walter von Gutenstein verlieh.
Im 16. Jahrhundert wurde diese Burg zu einem Schloss umgebaut. Das Wirtschaftsgebäude ist mit der Jahreszahl 1529 gekennzeichnet, das Herrenhaus entstand in der zweiten Hälfte des 16. Jahrhunderts. Der in der Krain ansässige Zweig des Adelsgeschlechts der Dietrichsteiner hatte den Edelsitz laut dem Chronisten Michael Gothard Christalnick „ganz herrlich zieren und aufbawen“ lassen. Bald danach wurde Pitzelstätten an die Gewerkenfamilie Putz von Kirchheimeck verpfändet. Ab Mitte des 17. Jahrhunderts wechselte Pitzelstätten häufig den Besitzer, bis es im Jahr 1950 durch den österreichischen Staat erworben wurde.
Seine heutige spätbarocke Fassade erhielt das Herrenhaus um 1740. Sie wurde in den Jahren 1955 und 1978 restauriert.
Das Anwesen wird heute als landwirtschaftlichen Ausbildungsstätte genutzt. Zunächst als Ausbildungsstätte für die österreichische Bäuerin, die zwölf Jahre später in „Höhere Bundeslehranstalt für landwirtschaftliche Frauenberufe“ umbenannt wurde, ab dem Jahr 1988 „Höhere Bundeslehranstalt für Land- und Hauswirtschaft“ und seit 1995/96 als „Höhere Bundeslehranstalt für Land- und Ernährungswirtschaft“. Durch die Nutzung als Schule entstanden bereits zwischen den Jahren 1952 und 1955 mehrere weitere Gebäude rund um die Schlossanlage.

## Baubeschreibung

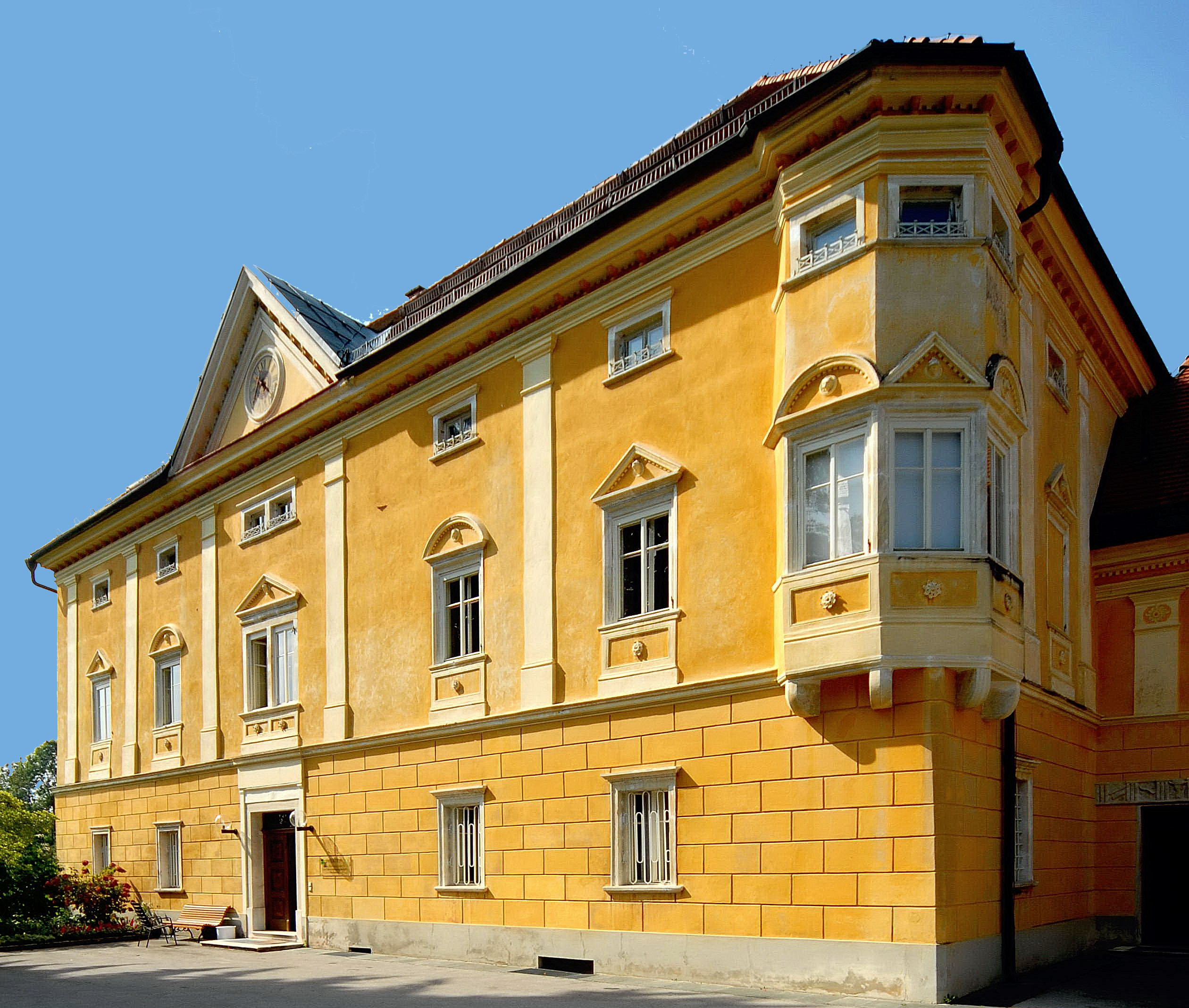
Schauseite des spätbarocken Herrenhauses von Pitzelstätten (2006)

Das Schloss liegt an einer sanft gegen Süden abfallenden Terrasse an der Glantalstraße nördlich von Klagenfurt. Von der ursprünglichen Burganlage, die in der Darstellung von Valvasor im Jahr 1680 noch deutlich zu erkennen ist, sind heute nur noch Reste eines Turms erhalten.
Neben der Einfahrt befindet sich der laut einer Inschrift an der Außenwand im Jahr 1529 auf quadratischem Grundriss errichtete zweieinhalbgeschoßige Wirtschaftsbau des Schlosses. An der Außenwand des nüchtern gehaltenen Gebäudes finden sich Reste einer Bemalung aus der frühneuzeitlichen Erbauungszeit, er hat nur kleine Fenster und einige Schießscharten, die auf die in den Ostalpen in dieser Zeit bestehende Bedrohung durch die Türken hinweisen. Die gewölbte Pfeilerhalle im Erdgeschoß, ursprünglich als Pferdestall genutzt, wurde im Jahr 1965 umgebaut und von Max Spielmann mit Mosaiken verziert. Sie ist als Kapelle in den Schulbetrieb eingebunden. Das darüberliegende Speichergeschoß hat flache Holzdecken und dient seit einer Umgestaltung im Jahr 1997 als Bibliothek.
Das eigentliche Herrenhaus ist ein rechteckiges, zweigeschoßiges Bauwerk mit typischer Querlaube im Erdgeschoß, dem im Hauptgeschoß ein heute unterteilter Saal entspricht. Um das Jahr 1740 entstand die heutige Fassade des Gebäudes mit genutetem Sockelgeschoß, Pilastern und dreieckigem Giebel mit Uhr. Zur gleichen Zeit wurden im Inneren zwei ehemals herrschaftliche Stuben mit Stuckdecken ausgestaltet. Nordseitig ist übereck ein polygonaler Erker angebaut. Das ursprünglich über dem korbbogigen Portal angebrachte im Stil der Renaissance angefertigte Fries wurde in die Fassade der nordseitig angebauten ehemaligen Kapelle eingelassen.